# Бурдж Халіфа
Бурдж Халі́фа (араб. برج خليفة), стара назва «Бурдж Дуба́й» (араб. برج دبي‎‎) — найвищий хмарочос у світі, розміщений у місті Дубай, Об'єднані Арабські Емірати. На сьогодні він є найвищою спорудою планети. Хмарочос сягає висоти 828 метрів і налічує 163 поверхи. Вартість спорудження — 1,5 млрд доларів США.

## Історія
Проєкт хмарочосу розробила американська компанія Skidmore, Owings and Merrill. Архітектор Адріан Сміт був дизайн-партнером до 2006 р. До особливостей споруди належать Y-формові плани поверхів, які мають максимізувати краєвид на Перську Затоку. Зовнішній дизайн споруди складається зі 142 000 м² дзеркального скла, яке спеціально виготовляють у Сирії. Екстер'єр будинку спроєктований так, щоби конструкції скла та металевих рам могли витримати екстремальні температури регіону.
Бурдж Халіфа збудувала південнокорейська компанія «Samsung», яка також будувала Вежі Петронас у Малайзії. 17 січня 2009 року будівля досягла своєї цільової висоти 828 метрів, а 4 січня 2010 вона була офіційно відкрита.
4 січня в Дубаї відбулася церемонія відкриття найвищої у світі будівлі — «Бурдж Дубаї». Під час відкриття башту було перейменовано у «Бурдж Халіф» на честь президента ОАЕ шейха Халіфа. Засклена площа будівлі дорівнює п'яти футбольним полям. У будівлі 162 поверхи, а площа його внутрішніх приміщень становить більше 1 мільйона кв.м. Висота будівлі — 828 метрів. У хмарочосі 57 ліфтів найшвидшої у світі системи, кабінки рухаються зі швидкістю 18 метрів на секунду. Також тут є автономна система електропостачання — 60-метрова вітрова турбіна і величезні сонячні батареї. Вежу видно з відстані 90 кілометрів. Хмарочос зводили шість років. Завдяки тому, що продаж почався задовго до завершення будівництва, забудовнику вдалося реалізувати 90 % площі. Кожному покупцю-іноземцеві автоматично видається резидентська віза, від якої до громадянства ОАЕ — всього один крок. Зараз велика частина будівлі, в якій розташовані розкішні квартири і готель, дизайн якого розробив Джорджо Армані, пустує, але забудовник розраховує, що у вежі будуть жити і працювати 12 тисяч людей. Навколо вежі знаходяться готелі, торговий центр, офісні і житлові будівлі, а також, найвищий у світі «танцюючий фонтан».

## Висота будівлі
| План поверхів   | План поверхів               |
| Поверх          | Призначення                 |
| --------------- | --------------------------- |
| 160-163         | Технічні                    |
| 156-159         | Зв'язок і радіомовлення     |
| 155             | Технічний                   |
| 139-154         | Офіси                       |
| 136-138         | Технічні                    |
| 125-135         | Офіси                       |
| 124             | Обсерваторія «На верхівці»  |
| 123             | Оглядовий майданчик         |
| 122             | Ресторан «At.mosphere»      |
| 111-121         | Офіси                       |
| 109-110         | Технічні                    |
| 77-108          | Квартири                    |
| 76              | Оглядовий майданчик         |
| 73-75           | Технічні                    |
| 44-72           | Квартири                    |
| 43              | Оглядовий майданчик         |
| 40-42           | Технічні                    |
| 38-39           | Апартаменти готелю «Armani» |
| 19-37           | Номери готелю «Armani»      |
| 17-18           | Технічні                    |
| 9-16            | Номери готелю «Armani»      |
| 1-8             | Готель «Armani»             |
| Нульові поверхи | Готель «Armani»             |
| Вестибюль       | Готель «Armani»             |
| B1-B2           | Стоянка, технічний          |

### Поточна висота
4 січня 2010 під час офіційного відкриття грандіозної будівлі Бурдж Халіфа повідомили, що остаточна висота споруди дорівнює 828 метрів, а не 818 метрів, як вважалося раніше.

### Проєктна висота
З початку будівництва навколо остаточної висоти хмарочоса існувало безліч чуток. Спочатку передбачалося, що проєкт вежі висотою 705 м буде видозміненим проєктом австралійської «Grollo Tower» (560 м). Менеджери проєкту повідомляли, що висота буде гарантовано більшою ніж 700 м, тобто вежа «Бурдж Халіфа» після завершення будівництва в будь-якому випадку була б найвищою спорудою на Землі. Деякі джерела повідомляли про 170 поверхів у будинку. У вересні 2006 року повідомлялося про кінцеву висоту 916 м, а потім і 940 м. Фінальна висота становить 828 метрів і 162 поверхи.

## Технічні характеристики
- Будинок збудовано в стилі нео-футуризм;
- Під час будівництва використані такі матеріали: конструкції — залізобетон, сталь; фасад — нержавіюча сталь, алюміній, скло;
- Найвищий оглядовий майданчик розміщений на висоті 442,10 м;
- Нижні 37 поверхів будинку займає готель Armani;
- Від 45 до 108 поверху розміщені близько 700 квартир, на інших поверхах будуть розташовані офісні і торгові площі.
- Системи водопостачання Бурдж Халіфа постачають, в середньому, 946 000 літрів води на день трубопроводами загальною довжиною 100 км.[3][4] Додатково, 213 км трубопроводів має протипожежна система, 34 км — постачає охолоджену воду для системи кондиціонування повітря.[4]
- Система кондиціонування повітря всмоктує повітря на рівні верхніх поверхів, де повітря прохолодніше і чистіше, ніж на рівні нижніх поверхів.[5] Максимальна потужність системи охолодження вежі є рівнозначною таненню 13000 т льоду за один день.[4]

## Рекорди, встановлені будівлею
- Будівля з найбільшою кількістю поверхів — 162 (попередній рекорд — 110 у хмарочосів Вілліс Тауер і зруйнованих веж-близнюків);
- Найвища будівля — 828 м (попередній рекорд — 508 м у хмарочосу Тайбей 101);
- Найвища споруда, що стоїть вільно — 611,3 м (попередній рекорд — 553,3 м біля вежі Сі-Ен Тауер);
- Найбільша висота нагнітання бетонної суміші для будівель — 601,0 м (попередній рекорд — 449,2 м для хмарочоса Тайпей 101);
- Найбільша висота нагнітання бетонної суміші для будь-яких споруд — 601,0 м (попередній рекорд — 532 м для ГЕС Ріва-дель-Гарда);
- У 2008 році висота Бурдж Халіфа перевищила висоту Варшавської радіовежі (646 м), будівля стала найвищою наземною спорудою в історії будівництва.

## Цікаві факти
- У хмарочосі встановлено 57 найшвидших у світі ліфтів.
- Зі 124 поверху працюють двоповерхові оглядові ліфти — вони вміщають від 12 до 14 осіб. Швидкість підйому — 10 метрів на секунду.
- Для будівництва вежі знадобилося 31400 кубічних метрів бетону та 330000 тонн сталевої арматури.
- Вежа розміщена в центрі штучного озера.
- У Бурдж Халіфа є декілька рекреаційних зон для відпочинку відвідувачів — на 43, 76, 123 поверхах розміщені фітнес і спа центри, а на 43 і 76 розміщені басейни (найвищі у світі), кімнати для відпочинку та інших заходів.
- Форма плану будівлі (три промені виходять з центру) — заснована на пу́п'янку пустельної квітки, що росте у цьому регіоні.
- Найвищий житловий поверх — 109.
- Оглядовий майданчик розміщений на 124—125 поверхах.
- Глибина паль фундаменту — понад 50 метрів.
- Вежа буде самостійно повністю виробляти електроенергію для себе: для цього будуть використовуватися 61-метрова вітрова турбіна, а також масив сонячних панелей (частково розміщуються на стінах вежі) загальною площею близько 15 тис. м².
- Будинок обладнаний спеціальним захистом від сонця і скляними панелями, що відбивають світло, які зменшать нагрівання приміщень усередині (у Дубаї бувають температури до 50 °C).
- На вершину хмарочоса піднімалось не так і багато людей. Більшість з них виявились відомими особистостями, як Вілл Сміт, MrBeast тощо.

## Змагання з іншими проєктами
- Хмарочос Накхіл, раніше відомий як Аль-Бурдж (англ. The Tower) висотою близько 1200 м (228 поверхів), який повинен був бути завершений до 2012 року за 50 км від Бурдж Халіфа в районі Дубай-Уотерфронт, проєкт був офіційно скасований у грудні 2009 року.

Запропоновані:
- 200-поверховий хмарочос Мурьян-Тауер (англ. Murjan Tower) в Бахрейні висотою 1022 м;
- 1001-метровий хмарочос Мубарак аль-Кабір Тауер (англ. Burj Mubarak al-Kabir) в Кувейті;
- 1600-метровий «Mile-High Tower» у місті Джидда;

## Процес будівництва Бурдж Халіфа

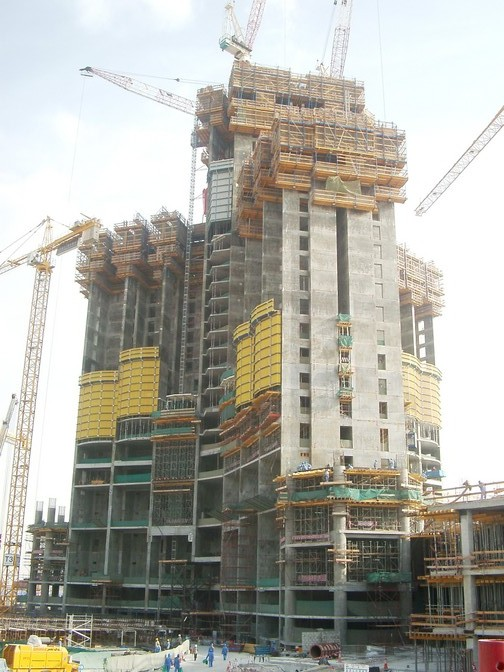
1 Лютого 2006
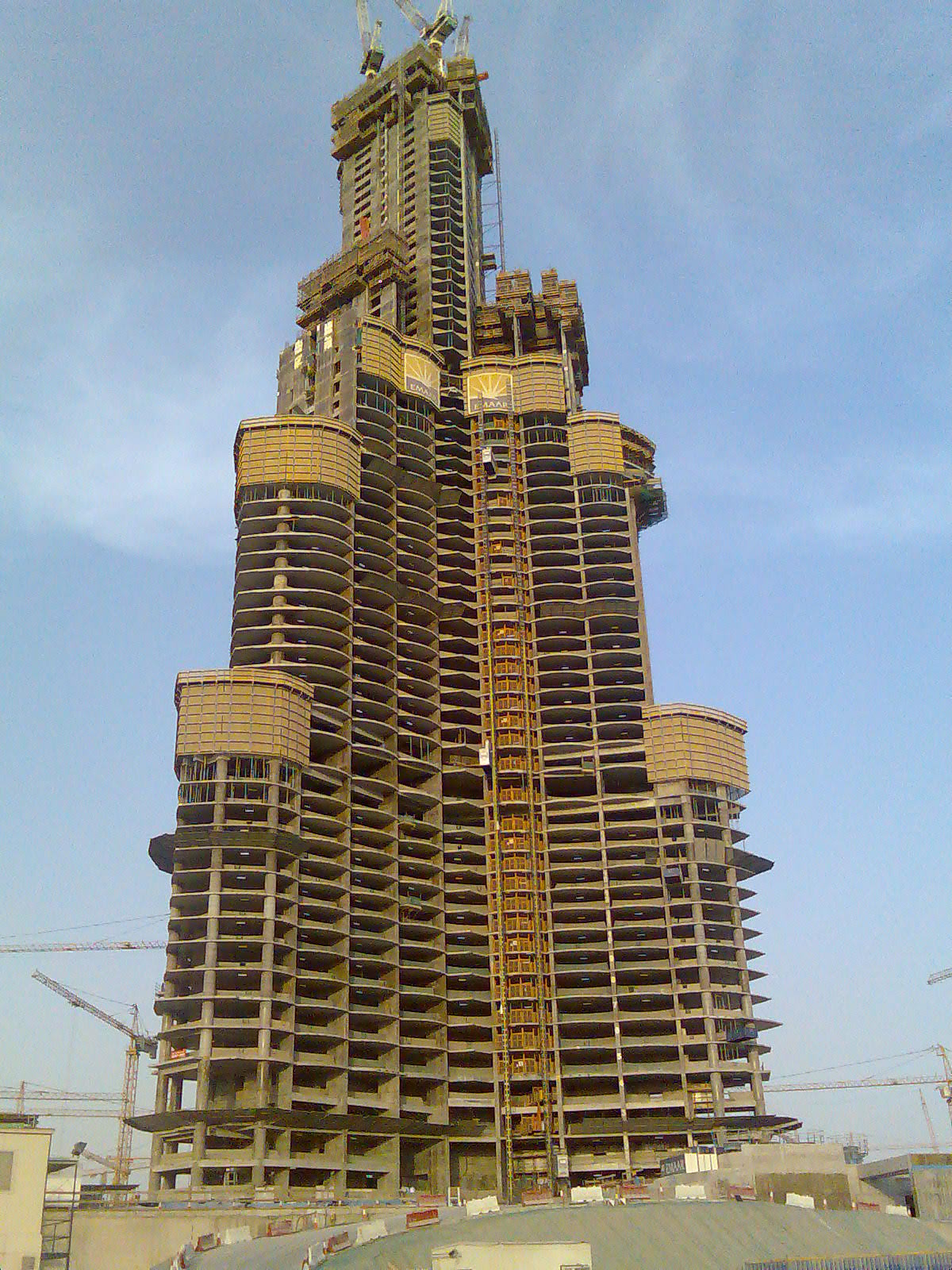
29 серпня 2006
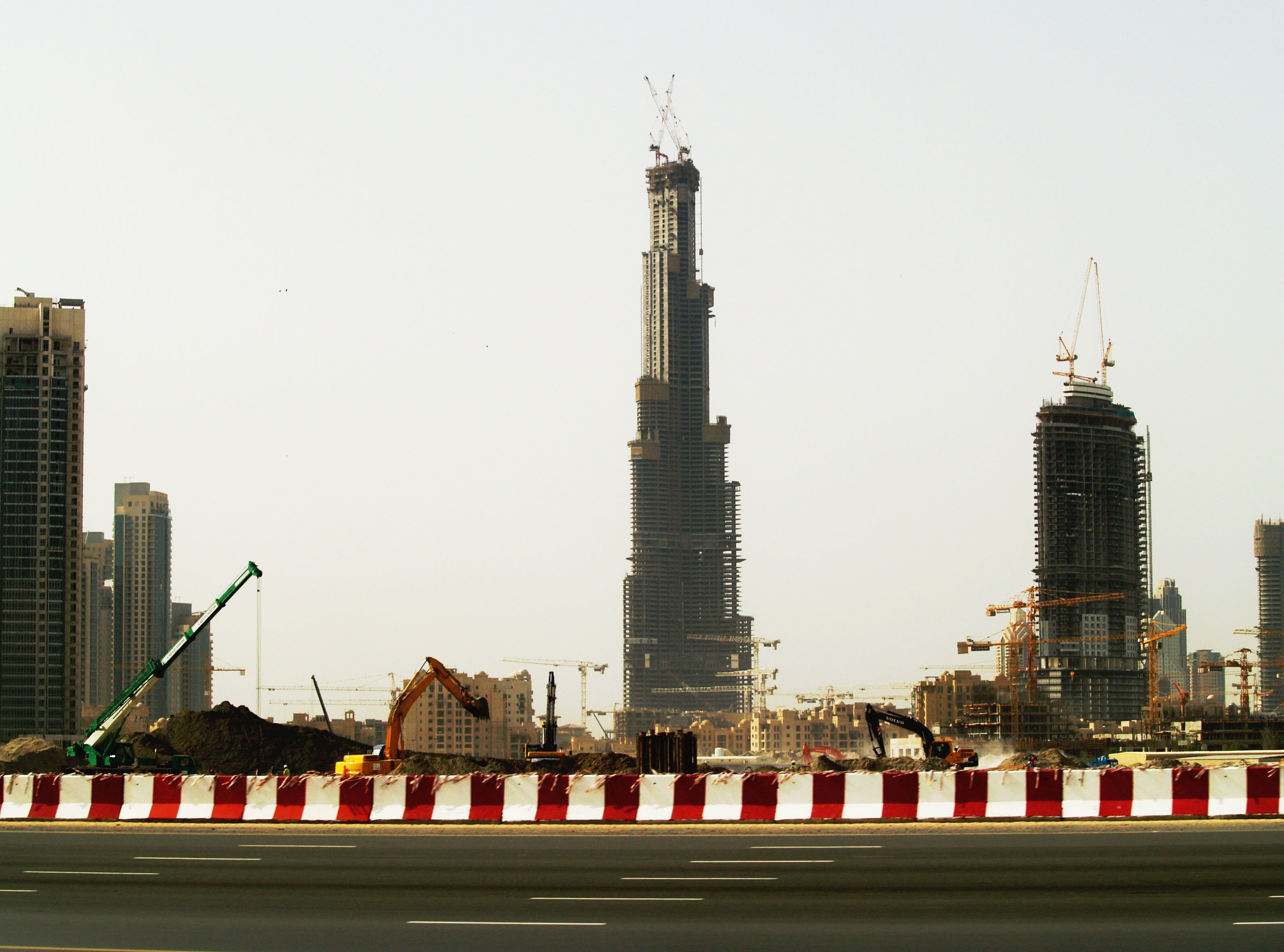
21 березня 2007
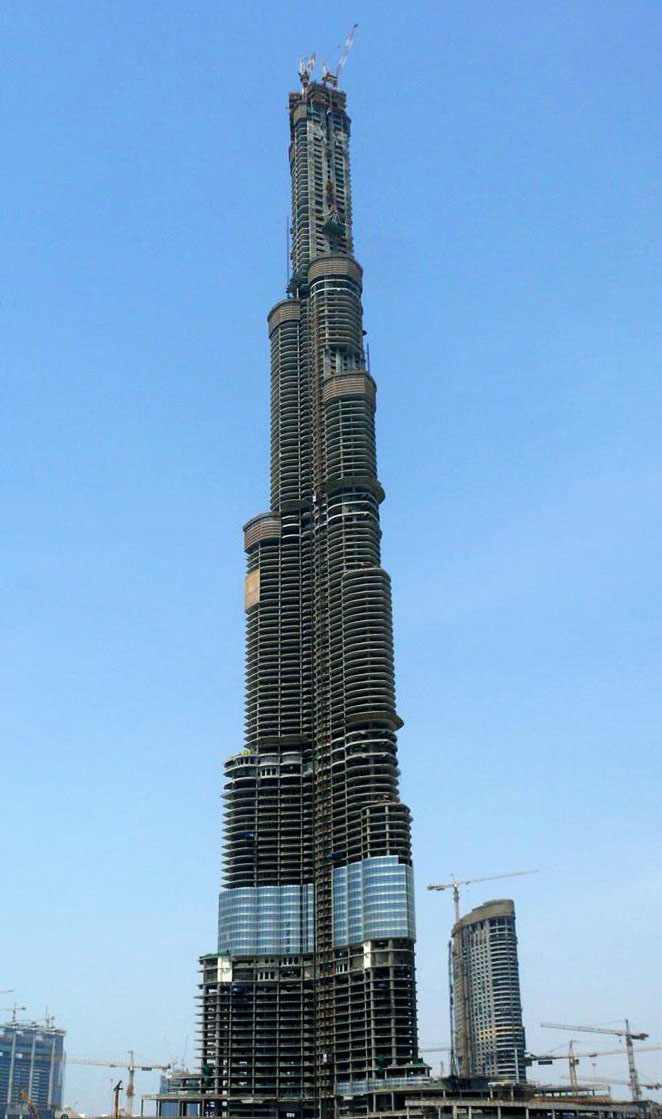
9 серпня 2007
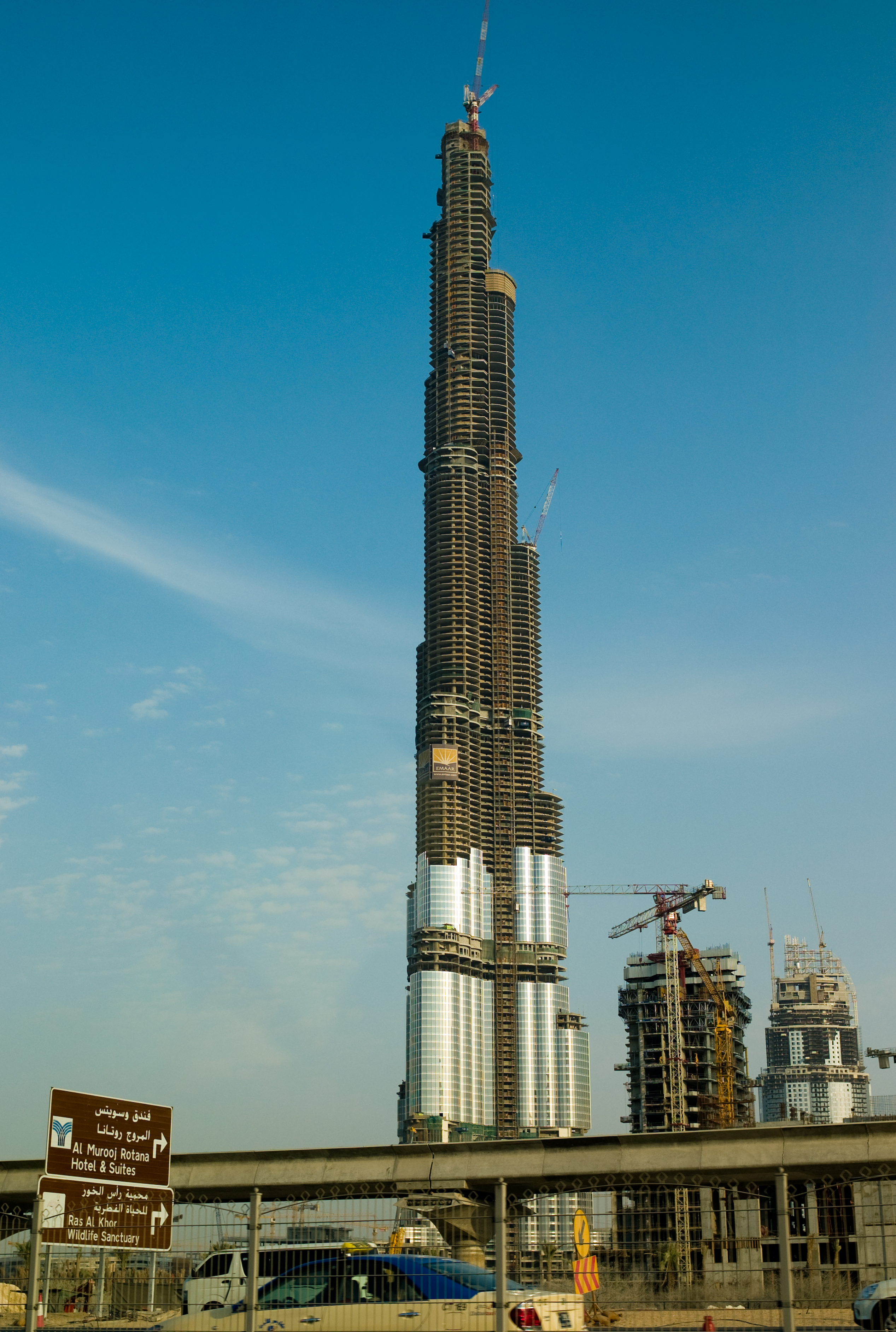
4 грудня 2007
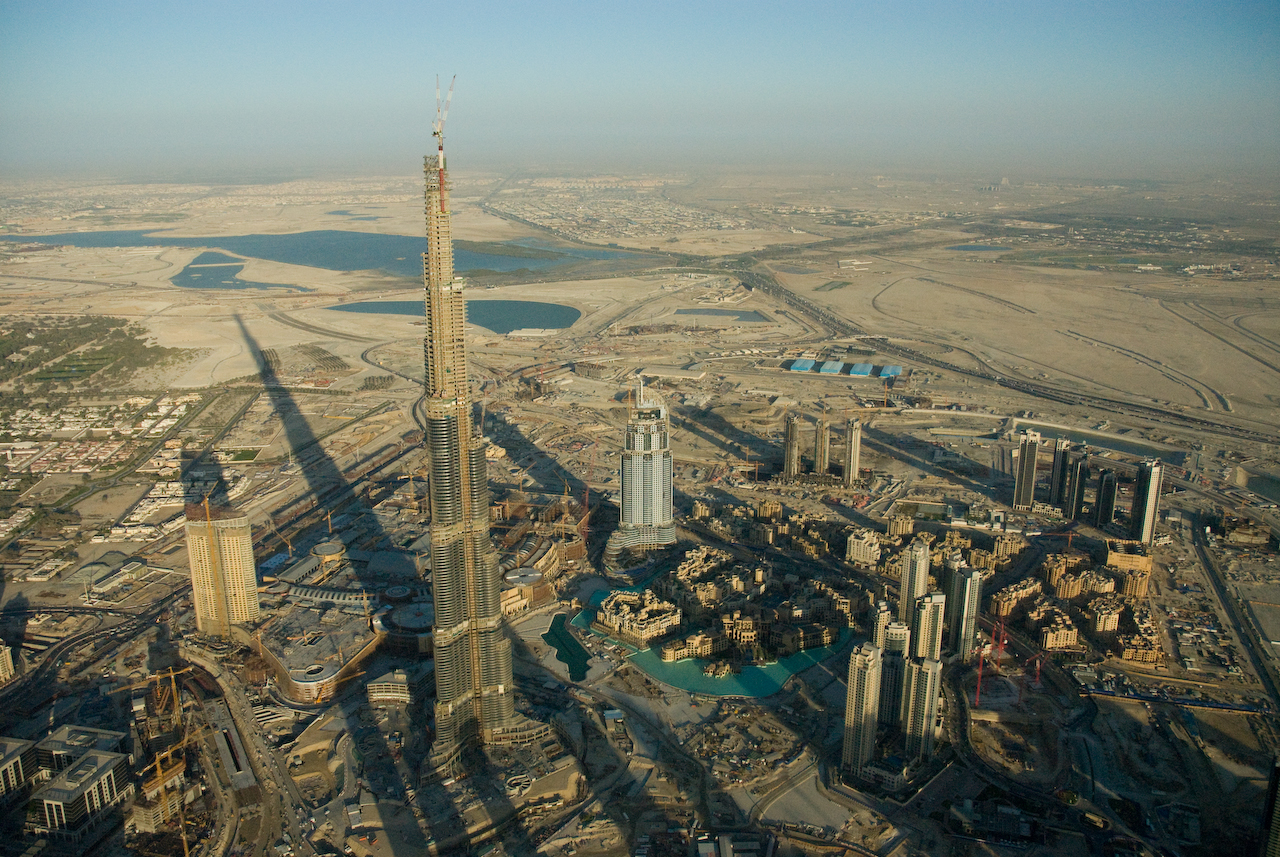
11 березня 2008